# Trench
Trench — п'ятий студійний альбом гурту Twenty One Pilots, що вийшов 5 жовтня 2018 року під лейблом Fueled by Ramen.
Альбом посів перше місце в чартах Австралії (13 жовтня дебютував в ARIA Albums Chart), Іспанії, Новій Зеландії, Чехії, Португалії і Нідерландах. В чарті США Billboard 200 посів другу сходинку, де першу займає альбом саундтреків до фільму «Народження зірки». Також, альбом дебютував номером один в чартах Top Rock Albums і Alternative Albums і всі пісніз його увийшли до топ-25 чарту US Hot Rock Songs, і став номером два в Canadian Albums Chart.

## Список композицій
| #     | Назва                 | Автор                 | Тривалість |
| ----- | --------------------- | --------------------- | ---------- |
| 1.    | «Jumpsuit»            | Тайлер Джозеф         | 3:58       |
| 2.    | «Levitate»            | Джозеф Пол Міані [en] | 2:25       |
| 3.    | «Morph»               | Джозеф Міані          | 4:19       |
| 4.    | «My Blood»            | Джозеф                | 3:49       |
| 5.    | «Chlorine»            | Джозеф Міані          | 5:24       |
| 6.    | «Smithereens»         | Джозеф Міані          | 2:57       |
| 7.    | «Neon Gravestones»    | Джозеф                | 4:00       |
| 8.    | «The Hype»            | Джозеф                | 4:25       |
| 9.    | «Nico and the Niners» | Джозеф                | 3:45       |
| 10.   | «Cut My Lip»          | Джозеф Міані          | 4:43       |
| 11.   | «Bandito»             | Джозеф Міані          | 5:31       |
| 12.   | «Pet Cheetah»         | Джозеф Міані          | 3:18       |
| 13.   | «Legend»              | Джозеф                | 2:53       |
| 14.   | «Leave the City»      | Джозеф                | 4:40       |
| 56:04 |                       |                       |            |

| Triplet EP (10" вініл) | Triplet EP (10" вініл) | Triplet EP (10" вініл) | Triplet EP (10" вініл) |
| #                      | Назва                  | Автор                  | Тривалість             |
| ---------------------- | ---------------------- | ---------------------- | ---------------------- |
| 1.                     | «Jumpsuit»             | Тайлер Джозеф          | 3:58                   |
| 2.                     | «Levitate»             | Джозеф Пол Міані       | 2:25                   |
| 3.                     | «Nico and the Niners»  | Джозеф                 | 3:45                   |
| 10:11                  |                        |                        |                        |

## Хіт-паради
| Чарт (2018)                                        | Найвища позиція |
| -------------------------------------------------- | --------------- |
| Австралія Australian Albums (ARIA)                 | 1               |
| Австрія Austrian Albums (Ö3 Austria)               | 3               |
| Бельгія Belgian Albums (Ultratop Flanders)         | 7               |
| Бельгія Belgian Albums (Ultratop Wallonia)         | 5               |
| Канада Canadian Albums (Billboard)                 | 2               |
| Чехія Czech Albums (ČNS IFPI)                      | 1               |
| Данія Danish Albums (Hitlisten)                    | 22              |
| Нідерланди Dutch Albums (MegaCharts)               | 1               |
| Фінляндія Finnish Albums (Suomen virallinen lista) | 2               |
| Франція French Albums (SNEP)                       | 9               |
| Німеччина German Albums (Offizielle Top 100)       | 4               |
| Угорщина Hungarian Albums (MAHASZ)                 | 9               |
| Ірландія Irish Albums (IRMA)                       | 2               |
| Italian Albums (FIMI)                              | 5               |
| New Zealand Albums (RMNZ)                          | 1               |
| Норвегія Norwegian Albums (VG-lista)               | 2               |
| Польща Polish Albums (ZPAV)                        | 7               |
| Португалія Portuguese Albums (AFP)                 | 1               |
| Шотландія Scottish Albums (OCC)                    | 2               |
| Spanish Albums (PROMUSICAE)                        | 1               |
| Швеція Swedish Albums (Sverigetopplistan)          | 5               |
| Швейцарія Swiss Albums (Schweizer Hitparade)       | 4               |
| Велика Британія UK Albums (OCC)                    | 2               |
| US Billboard 200                                   | 2               |